# Hymner til natten
Hymner til natten er en digtkreds af den tyske lyriker Novalis (Friedrich von Hardenberg), udgivet første gang i 1800.

## Jomfru Ane Teatret 1991
Bearbejdet og iscenesat af Henrik Sartou, i Jesper Corneliussens scenografi og med Vibeke Staggemeier som dramaturg blev dele af teksten, i Peter Laugesens oversættelse, opført af Jomfru Ane Teatret i marts 1991. 
Udover 40 statister, motorkøretøjer og en ubåd var opførelsen præget af den værftshal, som Danyard lagde til med de rumlige og tekniske muligheder, det indebar. Det store rum var en kolossal udfordring for teatrets udvidede teknikerstab.
De fem centrale mennesker blev spillet af Bjarne Henriksen, Grete Tullinius, Jesper Lohmann, Zetti Krarup-Jensen og Bodil Jørgensen, skuespillere der ligesom Sartou og Corneliussen var nyuddannede fra Statens Teaterskole.
| Sprog og litteratur | Spire Denne artikel om litteratur er en spire som bør udbygges. Du er velkommen til at hjælpe Wikipedia ved at udvide den. |